# Sabrina Windmüller
Sabrina Windmüller, née le 13 octobre 1987 à Walenstadt, est une spécialiste suisse du saut à ski. Elle concourt pour le club « OSSV Wildhaus ».

## Biographie
Sabrina Windmüller est la sœur aînée de Bigna Windmüller.

## Parcours sportif

### Coupe continentale
Sabrina Windmüller commence sa carrière internationale par une épreuve de Coupe continentale à Dobbiaco le 18 janvier 2006, elle a alors 18 ans, elle termine 31e et ne marque pas de point. Elle participe à deux concours en août 2006 à Klingenthal et Pöhla (de), mais tombe les deux fois au cours de la première manche, et ne marque pas non plus de point.
En hiver 2007, Sabrina Windmüller participe à sept épreuves de Coupe continentale, et marque des points les sept fois, avec des places entre 29e le 17 février à Schonach et 9e à Saalfelden le 8 février 2007.

### Coupe du Monde
Sabrina Windmüller participe à la Coupe du monde dès la première épreuve à Lillehammer le 3 décembre 2011, se place 15e de la première manche, mais rate son deuxième saut et prend la 31e de cette manche et ne marque pas de point.
À Hinterzarten le 7 janvier 2012, elle gagne pour la première fois une compétition internationale, lors d'un concours réduit à une seule manche pour causes de conditions de vent difficiles. Le lendemain, elle doit faire l'impasse sur le deuxième concours, pour suivre son parcours universitaire. Elle occupe néanmoins la 7e place du classement provisoire de la Coupe du monde.

### Championnats du monde
Sabrina Windmüller prend part aux Championnats du monde de ski nordique 2011, elle termine à la 25e place du concours féminin le 25 février 2011 sur le tremplin de Midtstubakken.

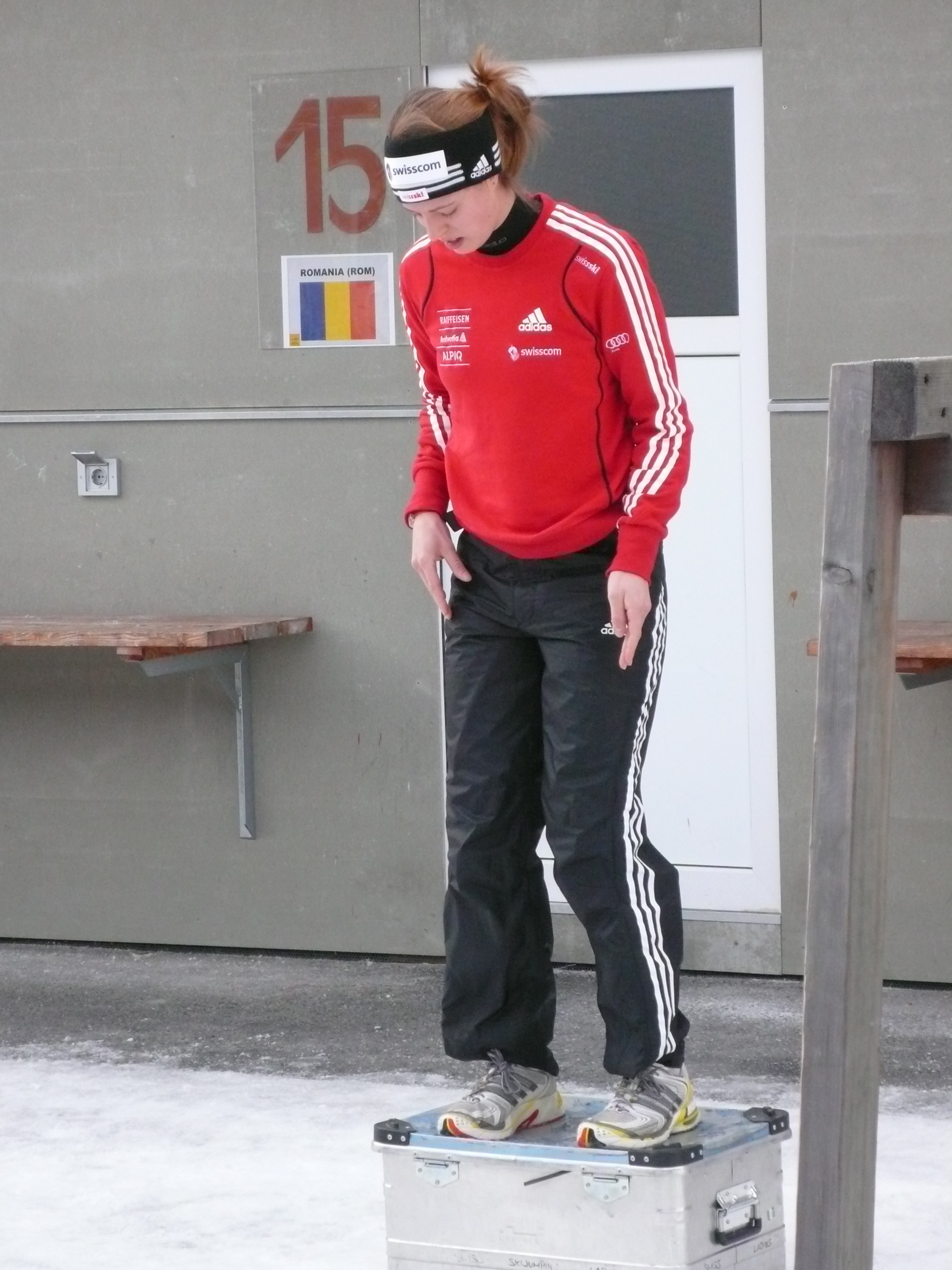
Échauffement.
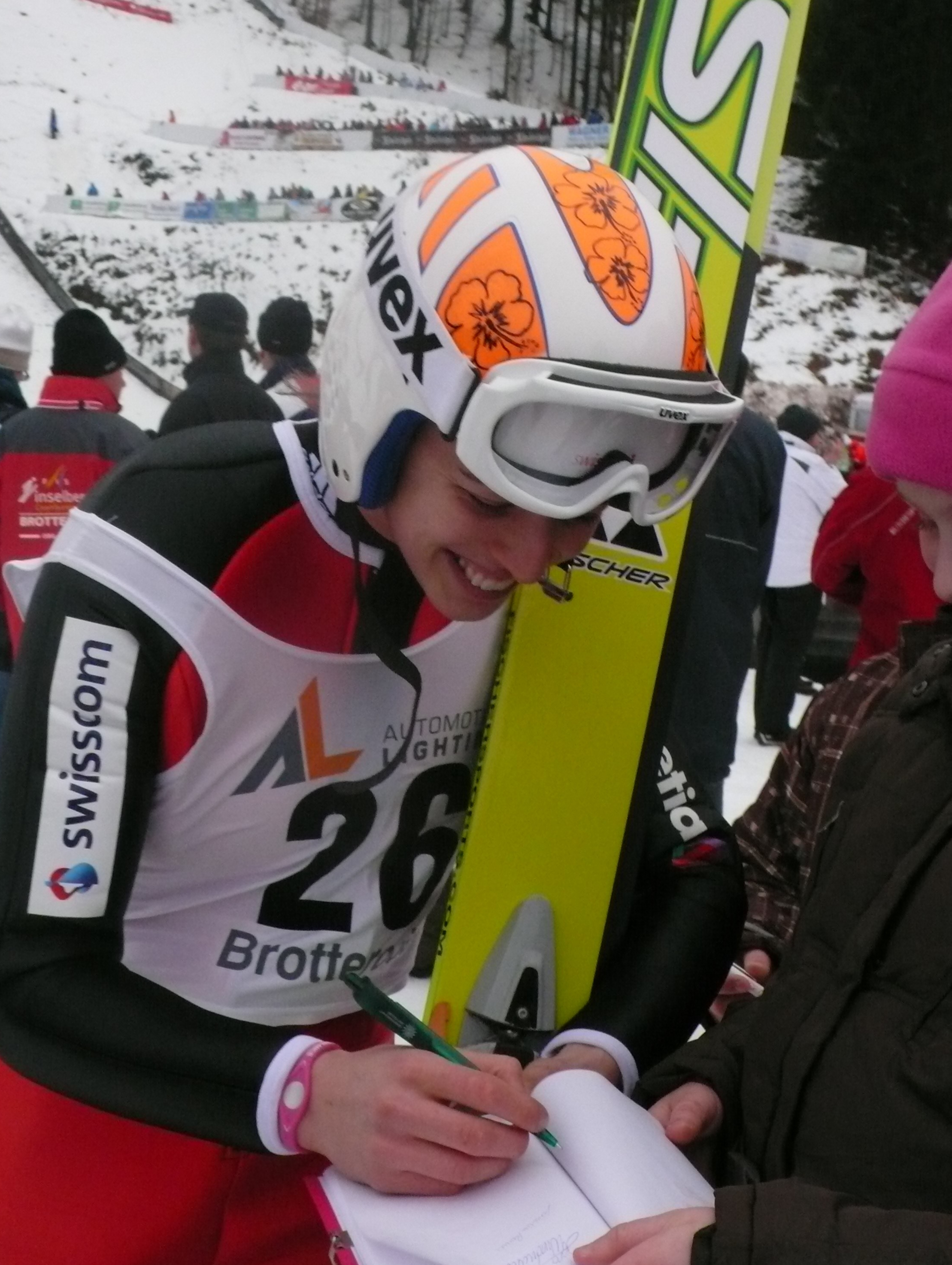
Sabrina Windmüller : autographes pour ses fans.
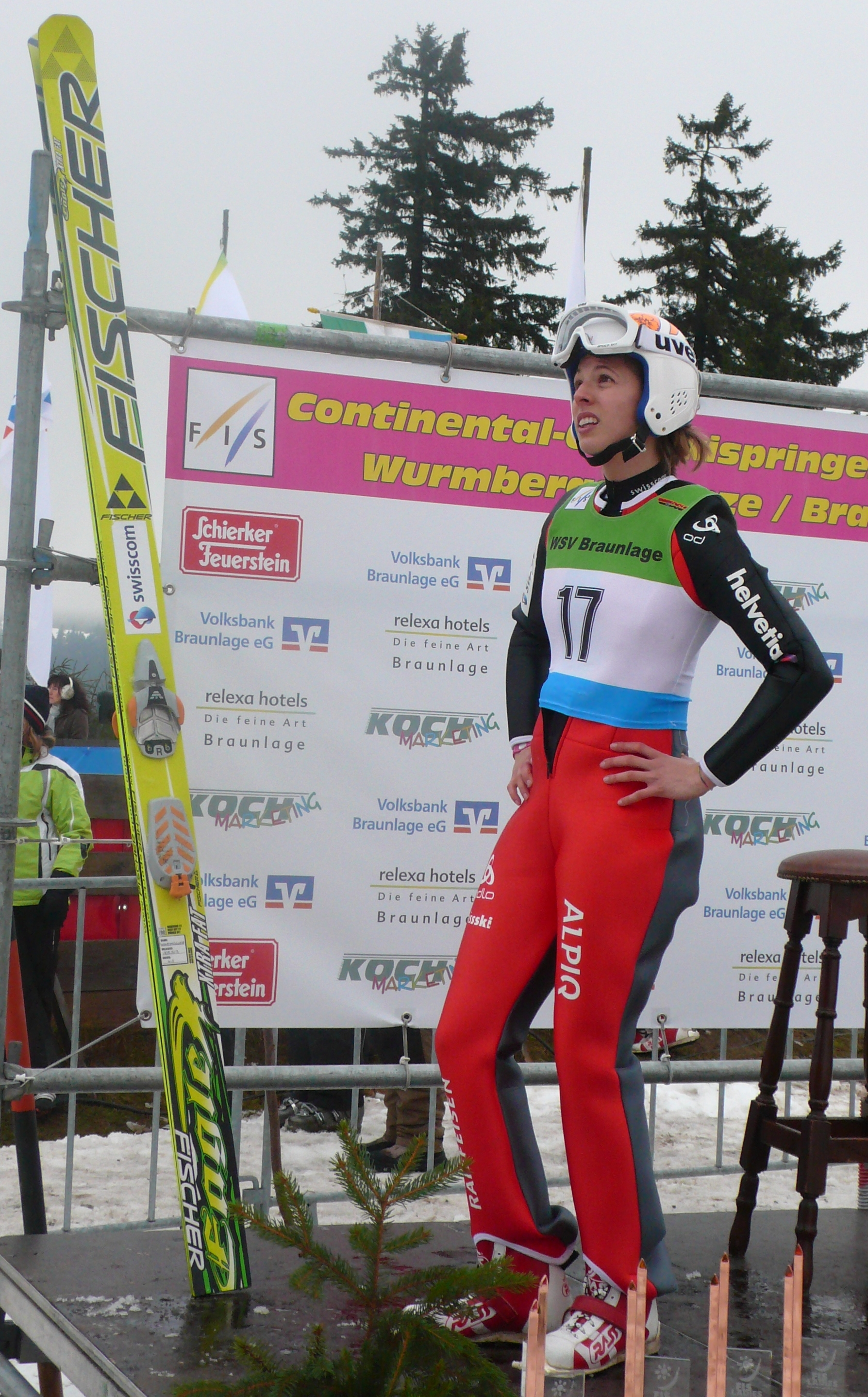
Sabrina Windmüller

## Palmarès

### Championnats du monde
| Épreuve / Édition | Oslo 2011 |
| Petit tremplin    | 25e       |

### Coupe du monde
- Meilleur classement général : 20e en 2012.
- 1 podium : 1 victoire.

#### Classements généraux annuels
| Année | Rang |
| 2012  | 20e  |
| 2014  | 46e  |
| 2015  | 43e  |
| 2016  | 53e  |

#### Victoire
| Année | Lieu                     |
| 2012  | Hinterzarten (Allemagne) |